# McGaw Peak
McGaw Peak är en bergstopp i Antarktis. Den ligger i Västantarktis. Inget land gör anspråk på området. Toppen på McGaw Peak är 800 meter över havet, eller 234 meter över den omgivande terrängen. Bredden vid basen är 6,5 km.
Terrängen runt McGaw Peak är platt åt sydost, men åt nordväst är den kuperad. Trakten är obefolkad. Det finns inga samhällen i närheten.